# 馬驌
馬驌（1621年—1673年），字宛斯，號驄禦。山東鄒平人。明末清初政治人物、歷史學家。

## 生平
少孤，事母以孝聞。穎敏強記，於書無不精研。順治十五年（1658年）中恩科鄉試舉人，次年中進士，任江南淮安府（今江蘇）推官，平反多起冤獄，號稱廉能。改江南靈璧（今安徽）知縣，注重民情隐忧，“岁省民力无算，流亡复业者数千家”。
馬驌博學好古，精研經史，致力於先秦史，自称于《春秋左传》“笃嗜成癖”。人稱「马三代」。康熙十二年（1673年）卒於官，囊空如洗，迄无长物，士民感念其德，於“名宦祠”立位奉祀。著成《繹史》160卷、《左傳事緯》20卷，另有《十三代瑰书》已佚，仅存目次。《四库全书总目》称：“骕于左氏实能融会贯通，故所论具有条理，其图表亦皆考证精详。”